# Evgeni Krasnopolski
Evgeni Krasnopolski (hebräisch יבגני קרסנופולסקי, ukrainisch Євгеній Краснопольський; * 4. Oktober 1988 in Kiew) ist ein ehemaliger israelischer Eiskunstläufer. Er vertrat Israel im Paarlauf bei den Olympischen Winterspielen 2014, 2018 und 2022 sowie bei sieben Eiskunstlauf-Weltmeisterschaften.

## Karriere
Krasnopolski trat bei den Junioren zunächst im Einzellauf an. Er nahm am Europäischen Olympischen Winter-Jugendfestival 2003 teil und erreichte bei den Eiskunstlauf-Juniorenweltmeisterschaften 2007 und 2008 das Kurzprogramm.
Ab der Saison 2009/10 startete Krasnopolski mit Danielle Montalbano im Paarlauf. Das Paar trat bei den Weltmeisterschaften 2010, 2011 und 2012 an. Weiterhin gewannen Krasnopolski und Montalbano Bronzemedaillen beim Golden Spin of Zagreb 2011 und bei der Icechallenge 2011 und 2012. In der olympischen Saison 2013/14 lief Krasnopolski zusammen mit Andrea Davidovich. Sie gewannen den Golden Spin of Zagreb 2013. Bei den Olympischen Winterspielen erreichte das Paar mit dem Kurzprogramm zu einer Fantasie für Violine und Orchester von Joshua Bell die Kür und im Gesamtergebnis den 15. Platz.
Nach Partnerwechseln zu Adel Tankova (Teilnahme an der WM 2016) und Arina Cherniavskaia trat Krasnopolski zusammen mit Paige Conners bei den Olympischen Winterspielen 2018 an. Das Paar erreichte dort mit Platz 19 im Kurzprogramm nicht die Kür. Sie vertraten Israel außerdem im olympischen Teamwettbewerb im Eiskunstlauf.
Bei den Eiskunstlauf-Weltmeisterschaften 2021 erreichte Krasnopolski zusammen mit Anna Vernikov die Kür und im Gesamtergebnis Platz 19.
Bei seinen dritten Olympischen Spielen, 2022 in Peking, war Krasnopolski Fahnenträger der israelischen Mannschaft (zusammen mit Noa Szőllős). Im Wettbewerb im Paarlauf erreichte er zusammen mit Hailey Kops mit Platz 15 im Kurzprogramm die Kür. Das Paar erreichte im Gesamtergebnis ebenfalls Platz 15. Auf die Spiele in Peking folgte die Teilnahme an der WM 2022, bei der das Paar im Kurzprogramm und in der Kür auftrat.

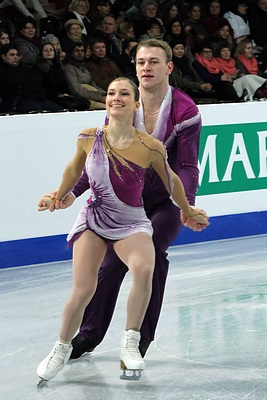
Krasnopolski und Andrea Davidovich bei der EM 2014